# Merlin (roman)
Pour les articles homonymes, voir Merlin (homonymie).
Merlin est un roman écrit à la fin du XIIe siècle et au début du XIIIe siècle, attribué à Robert de Boron, racontant la naissance diabolique et la vie de Merlin. L'œuvre se compose d'un poème en vers incomplet et de son adaptation en prose.

## Texte
Un fragment d'une version primitive, longue de 502 vers, nous est connu par un manuscrit de la fin du XIIe siècle, interrompu au milieu d'une phrase, gardé à la Bibliothèque nationale de France (cote fr. 20047), qui contient aussi l'intégralité du texte de Joseph d'Arimathie. Contrairement à celui-ci, Merlin n'est pas signé.
Le roman en prose, rédigé au début du XIIIe siècle est directement inspiré de ce poème, mais son attribution à Robert de Boron est incertaine. Il fait partie, avec Joseph d'Arimathie et le Perceval en prose, d'une trilogie appelée « Petit cycle du Graal ». Il est connu par plusieurs manuscrits conservés en France et à l'étranger,.
Le Merlin de (pseudo-)Robert de Boron a fait l'objet de deux suites, dites « suite historique » et « suite romanesque » (ou « suite Huth »), destinées à le raccrocher au Lancelot-Graal.

## Histoire
Le récit raconte la vie et l’œuvre de Merlin. Il débute par sa naissance diabolique : l'enchanteur y est décrit comme le fils d'un incube (assimilé à Satan) et d'une vierge. Le roman introduit la figure de Blaise, scribe et confident de Merlin après avoir été le confesseur de sa mère. Merlin dicte à Blaise le Livre du Graal. Merlin use ensuite de son don de prophétie auprès des rois bretons Vortigern et Uther Pendragon. Pour ce dernier, Merlin crée la Table ronde, en souvenir de la Table de la Cène et de celle fondée par Joseph d’Arimathie, et choisit les chevaliers qui y siègent. Il métamorphose Uther pour abuser d’Ygerne et concevoir Arthur, puis confie l'enfant à Antor. Arthur obtient son trône en tirant une épée d'une enclume posée sur un socle en pierre. Le magicien y rencontre Viviane, dont il tombe éperdument amoureux. Il lui enseigne la magie, qu'elle finira par utiliser contre lui. Merlin se retrouve enfermé pour l'éternité.
Robert de Boron s'inspire de différentes sources plus anciennes, sans réadapter directement Wace ni Geoffroy de Monmouth. Il est celui qui donne véritablement toute son importance au personnage dans le cycle arthurien, et qui lie les deux traditions britanniques, celle de l'enfant prophète sans père et celle de l'homme sauvage.